# Beatrix (Niederlande)

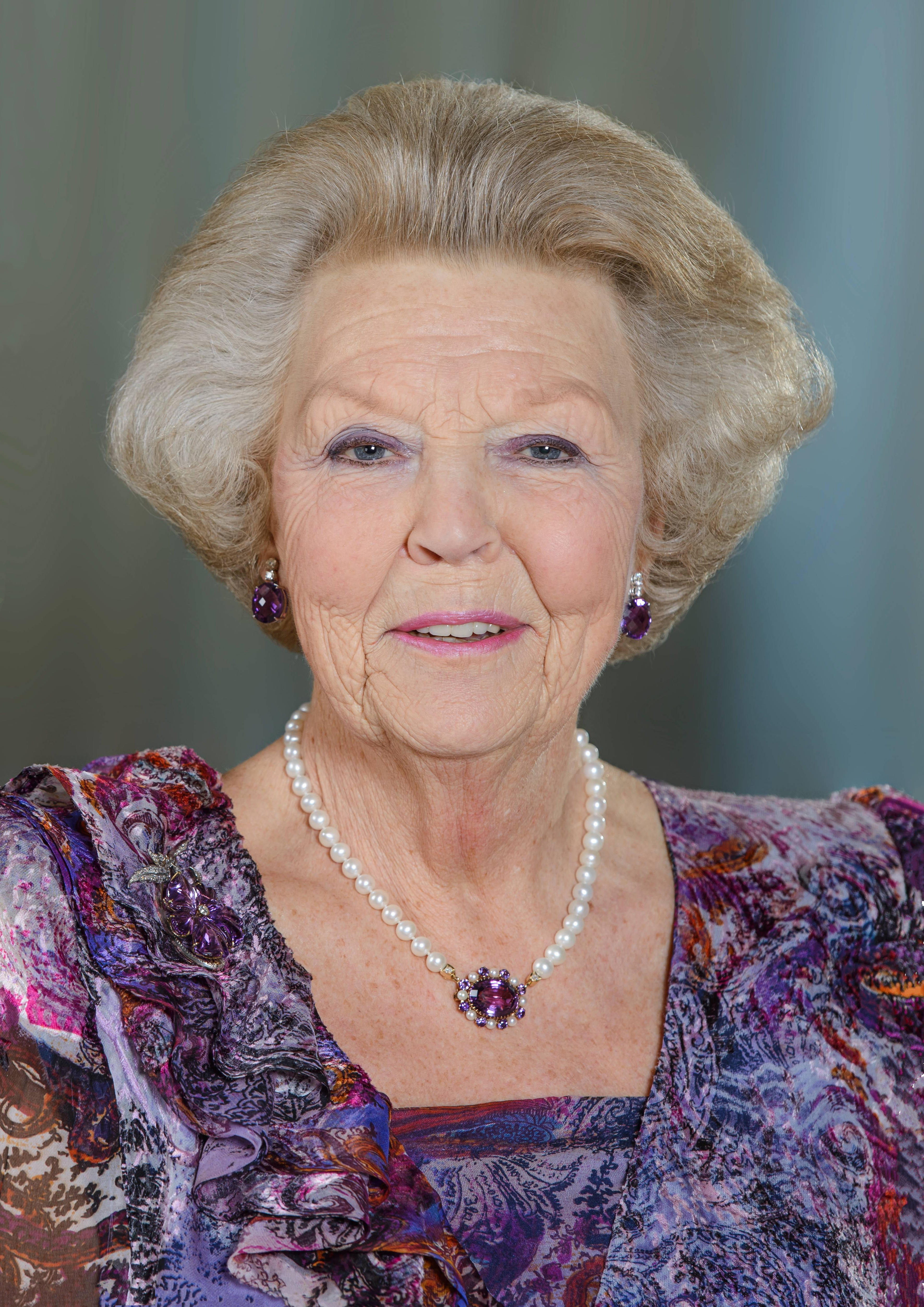
Prinzessin Beatrix der Niederlande (2015)

Beatrix Wilhelmina Armgard, Prinzessin der Niederlande, Prinzessin von Oranien-Nassau, Prinzessin zur Lippe-Biesterfeld (* 31. Januar 1938 in Baarn) war vom 30. April 1980 bis zum 30. April 2013, als sie das Amt ihrem Sohn Willem-Alexander übergab, Königin der Niederlande. Seit ihrer Abdankung lautet ihr offizieller Titel Ihre Königliche Hoheit Prinzessin Beatrix der Niederlande.

## Leben

### Kindheit und Ausbildung

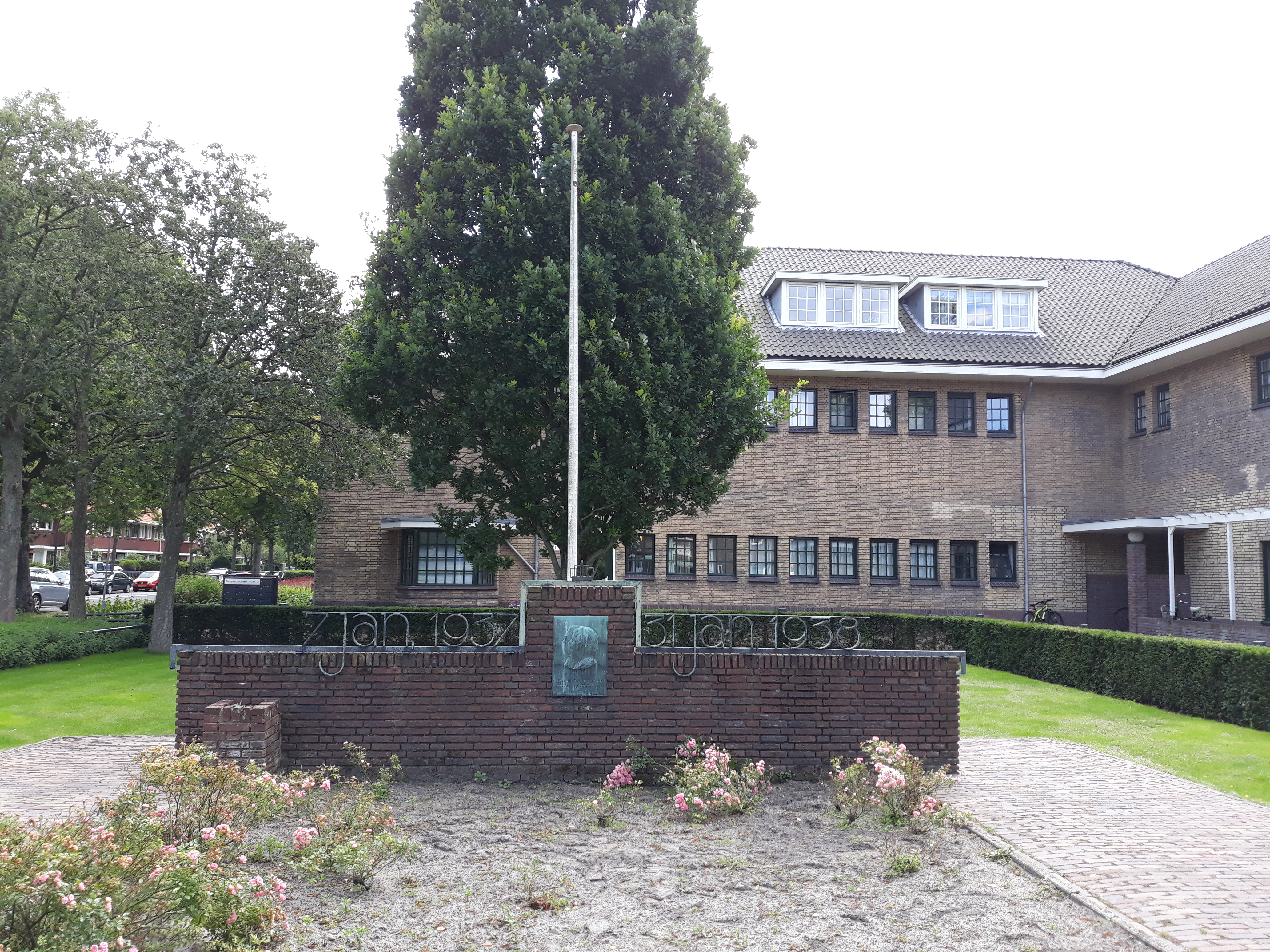
Denkmal für die Geburt von Beatrix in Wassenaar; rechts das Geburtsdatum, links das Hochzeitsdatum ihrer Eltern.

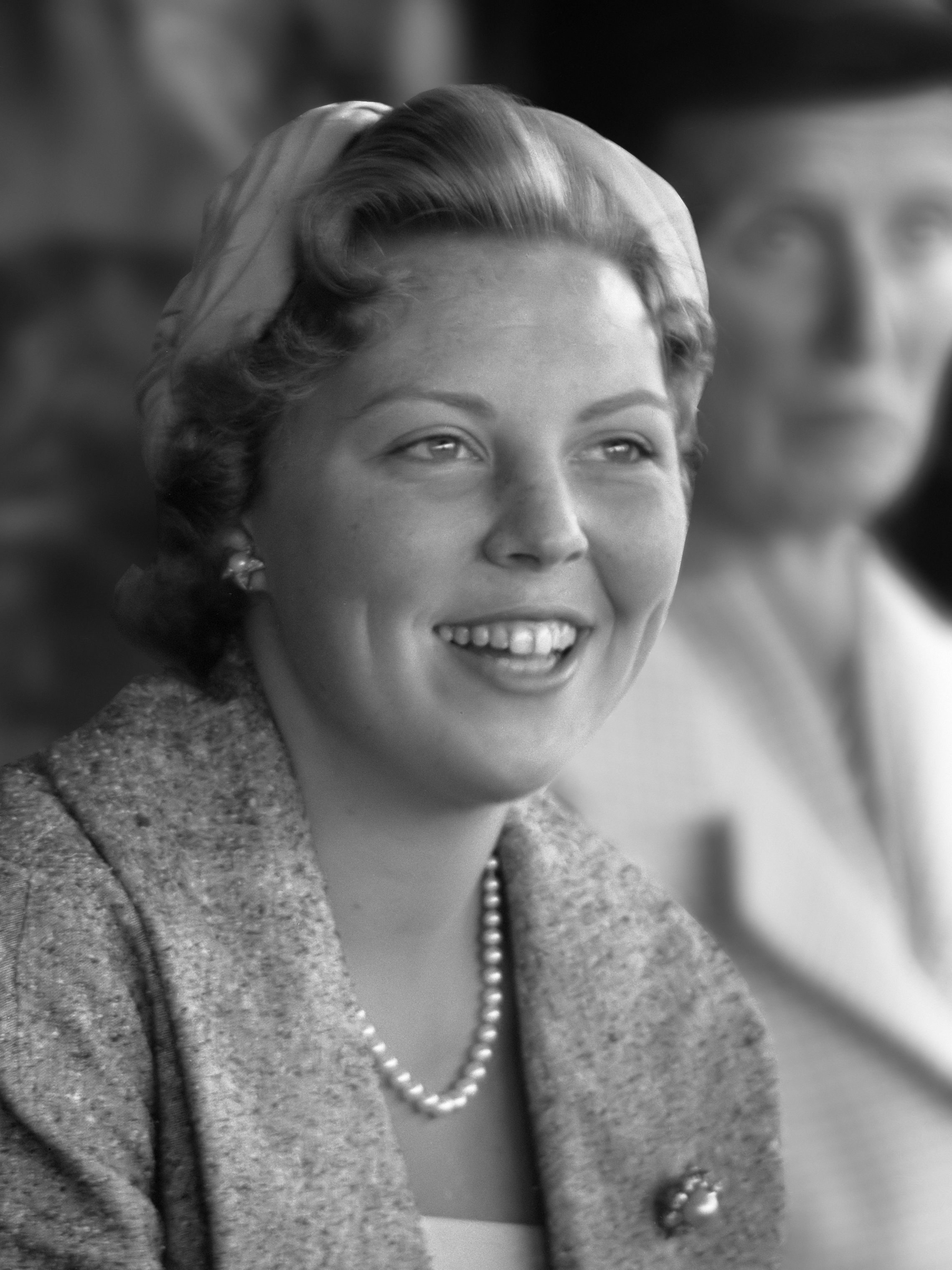
Beatrix im Jahr 1959

Prinzessin Beatrix Wilhelmina Armgard von Oranien-Nassau ist die älteste von vier Töchtern von Königin Juliana und ihres Gemahls Prinz Bernhard zur Lippe-Biesterfeld. Der Nachwuchs im Königshaus wurde von der Öffentlichkeit mit zahlreichen Straßenfesten freudig bejubelt und begrüßt. Nach der Besetzung der Niederlande durch die Wehrmacht im Mai 1940 floh die königliche Familie unter strengster Geheimhaltung nach Großbritannien. Von London aus koordinierte Königin Wilhelmina mit ihrem Schwiegersohn Prinz Bernhard den niederländischen Widerstand, während ihre Tochter Prinzessin Juliana mit den Kindern von dort weiter nach Ottawa (Kanada) emigrierte, wo Beatrix die Grundschule besuchte. Nach ihrer Rückkehr in die Niederlande am 2. August 1945 setzte sie ihre Schulausbildung in De Werkplaats, einer fortschrittlichen Schule von Kees Boeke in Bilthoven, fort. Im April 1950 wechselte sie zu der dem Baarns Lyceum angeschlossenen Schule Incrementum, an der sie 1956 die Reifeprüfung (sprachlicher Zweig) ablegte.
Am 31. Januar 1956 feierte Prinzessin Beatrix ihren 18. Geburtstag und von diesem Tag an trat sie als offizielle Thronfolgerin in den Staatsrat ein. Im selben Jahr begann sie ein Studium an der Universität Leiden. In ihrem ersten Jahr an der Universität besuchte sie dort Vorlesungen in Soziologie, Rechtswissenschaft, Wirtschaftswissenschaft, Parlamentsgeschichte und Verfassungsrecht. Im Laufe ihres Studiums kamen Vorlesungen zur Kultur Surinames und der Niederländischen Antillen hinzu, sie studierte auch das Statut des Königreichs der Niederlande, zwischenstaatliche Angelegenheiten, Völkerrecht, Geschichte und europäisches Recht.
Während des Studiums besuchte sie verschiedene europäische und internationale Organisationen in Genf, Straßburg, Paris und Brüssel. Sie war zudem aktives Mitglied der Leidener Studentinnenvereinigung. Im Sommer 1959 legte sie ihr Vorexamen in Recht ab und erhielt im Juli 1961 ihren Abschluss in Rechtswissenschaften.

### Ehe und Familie

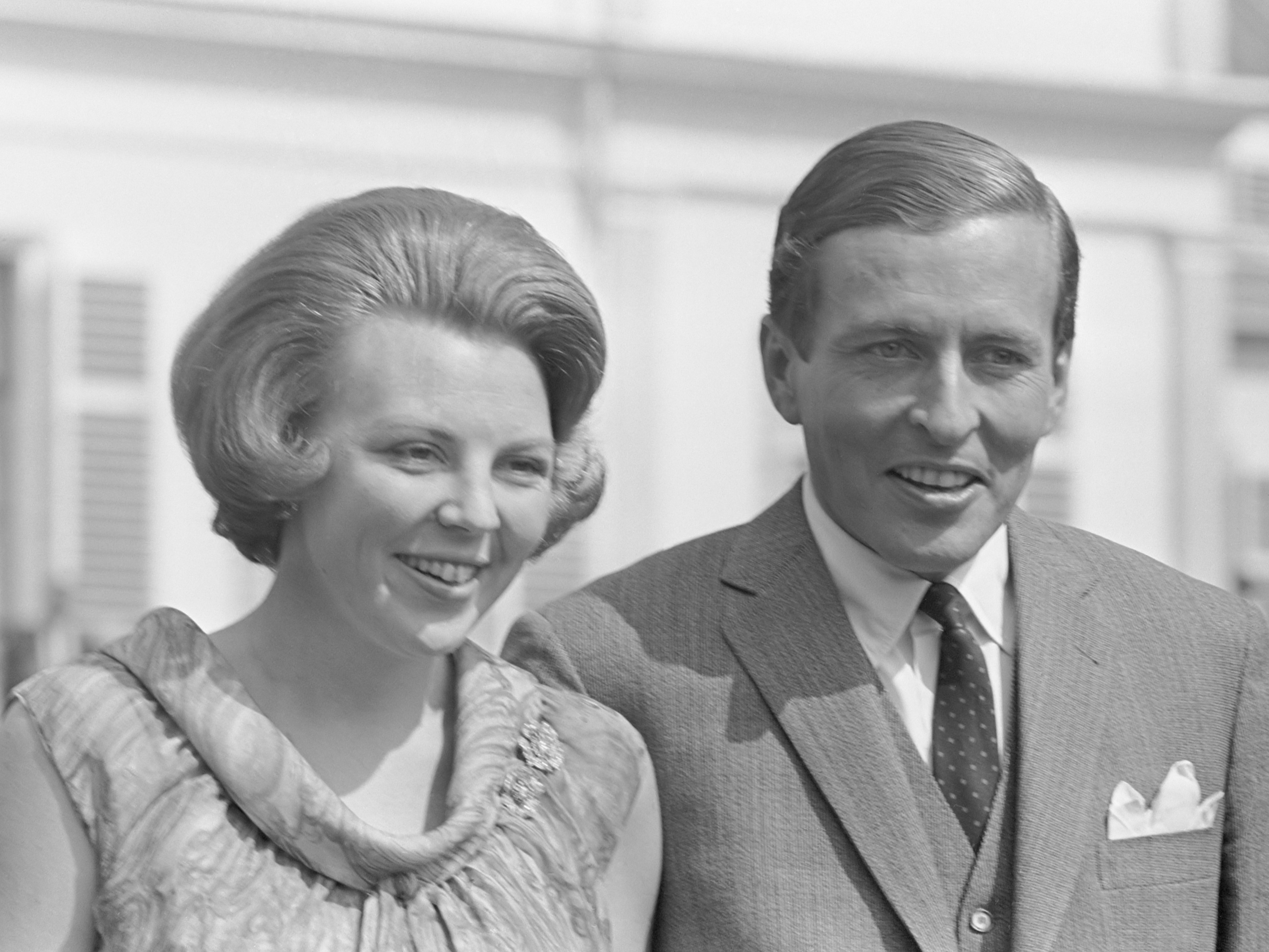
Prinzessin Beatrix und Claus von Amsberg im Garten des Palais Soestdijk am 28. Juni 1965, dem Tag ihrer Verlobung

Am 28. Juni 1965 gaben Königin Juliana und Prinz Bernhard die Verlobung von Prinzessin Beatrix mit dem deutschen Diplomaten und ehemaligen Mitglied der Hitlerjugend und Soldat der Wehrmacht Claus von Amsberg bekannt. Anfangs gab es eine Opposition gegen ihre Hochzeit, da angesichts einer feindseligen Stimmung gegen das ehemalige Besatzerland viele den Deutschen ablehnten. Bevor die Hochzeit stattfinden konnte, musste die Zustimmung der Regierung und des Parlaments eingeholt werden. Im Herbst 1965 nahm zunächst das Abgeordnetenhaus und anschließend der Senat das entsprechende Zustimmungsgesetz an.
Am 10. März 1966 vollzog der Bürgermeister von Amsterdam, Gijs van Hall, im Rathaus der Stadt die standesamtliche Vermählung. Die kirchliche Trauung erfolgte noch am selben Tag in der Westerkerk durch Pfarrer Hendrik Jan Kater. Aus der Ehe gingen drei Söhne hervor:
- König Willem-Alexander Claus George Ferdinand der Niederlande (* 27. April 1967) ⚭ 2002 Máxima Zorreguieta (* 1971)
- Prinz Johan Friso Bernhard Christiaan David von Oranien-Nassau (* 25. September 1968; † 12. August 2013) ⚭ 2004 Mabel Wisse Smit (* 1968)
- Prinz Constantijn Christof Frederik Aschwin der Niederlande (* 11. Oktober 1969) ⚭ 2001 Laurentien Brinkhorst (* 1966)

Vor ihrer Thronbesteigung wohnte Beatrix mit ihrer Familie von 1963 bis 1981 im Schloss Drakensteyn in Baarn, nahe dem Wohnsitz ihrer Eltern, dem Palais Soestdijk. Danach bezog sie das Huis ten Bosch in Den Haag. Seit 2014 wohnt Prinzessin Beatrix wieder auf Schloss Drakensteyn.
Am 6. Oktober 2002 starb Prinz Claus nach langer Krankheit. Elf Jahre später sagte Beatrix am Vorabend ihrer Abdankung im Fernsehen: „Womöglich wird die Geschichte erweisen, dass die Wahl dieses Ehemanns meine beste Entscheidung überhaupt gewesen ist.“

### Sonstiges
Am 25. April 1991 war Königin Beatrix am Berliner Sitz des Bundespräsidenten zum Staatsbesuch eingeladen. Minuten vor ihrer Ankunft am Schloss Bellevue gelang dem Komiker Hape Kerkeling eine spektakuläre Aktion, als er als Königin Beatrix verkleidet mit einem Wagen samt Chauffeur auf das Gelände von Schloss Bellevue fuhr, ausstieg, Hände schüttelte und mit aufgesetztem holländischen Akzent ein „lekker Mittagessen“ einforderte. Sicherheitskräfte machten dem vermeintlichen Staatsgast zunächst bereitwillig den Weg frei, bis ein Mitarbeiter der präsidialen Pressestelle die Aktion beendete, indem er Kerkeling energisch zum Verlassen aufforderte. Für Kerkeling hatte die Aktion keine weiteren Konsequenzen, Bundespräsident von Weizsäcker selbst fand diese später ziemlich unterhaltsam, eine offizielle Reaktion vom niederländischen Königshaus gab es nie.
Am 30. April 2009 wurde in Apeldoorn ein Attentat auf Beatrix und die königliche Familie verübt, bei dem sieben Personen getötet und weitere neun verletzt wurden, die königliche Familie blieb jedoch unverletzt.
Die niederländische Königsfamilie gehört angeblich zu den Großaktionären des Shell-Konzerns. Prinzessin Beatrix wird in den Medien gelegentlich zu den reichsten Frauen der Welt gezählt, ihr nicht näher beziffertes Gesamtvermögen wird auf Beträge zwischen 250 Millionen bis 2,5 Milliarden Euro geschätzt. Dies wurde 2003 von Beatrix’ Vater Prinz Bernhard jedoch als Legende dementiert. Demnach beläuft sich das Vermögen der Oranier-Familie auf gerade einmal 250 Millionen Dollar. Die von König Wilhelm III. 1890 begründete Beteiligung soll inzwischen über diverse Stiftungen gehalten werden und wird heute auf einen Anteil von etwa 3,5 % geschätzt.
Neben der Parkanlage Beatrixpark in Amsterdam wurden zahlreiche öffentliche Gebäude, Schiffe, Straßen und Plätze nach ihr benannt.
Ihr Vater war der deutsche Prinz Bernhard zur Lippe-Biesterfeld und sie spricht fließend Deutsch.

## Offizielle Aufgaben
Nachdem ihre Mutter abgedankt hatte, wurde Beatrix am 30. April 1980 Königin der Niederlande und führte ihre Funktion mit mehr Formalität als ihre Vorgängerin Juliana aus. Beatrix ist Langzeitmitglied des Club of Rome und regelmäßige Teilnehmerin an Bilderberg-Konferenzen.

### Regierungsstil
Der niederländische Monarch bekleidet kein rein repräsentatives Amt wie das Staatsoberhaupt anderer europäischer Staaten, und gerade Beatrix schöpfte ihren Handlungsspielraum voll aus. In diesem Zusammenhang spricht man in den Niederlanden von der „black box“ der niederländischen Politik, weil niemand genau weiß, wie weit der Einfluss der Königin wirklich reichte. Ehemalige Minister haben mehrfach erklärt, dass Beatrix ihre Anregungen keineswegs als unverbindliche Hinweise betrachtete. Die größte Einflussmöglichkeit bot sich ihr jeweils nach einer Parlamentswahl: Da in den Niederlanden für gewöhnlich keine Partei klar dominiert, sondern mehrere ungefähr gleich groß sind, war es an Beatrix, einen bestimmten Politiker mit der Regierungsbildung zu beauftragen. 2012 beschloss das Parlament, dem Staatsoberhaupt diese Rolle zu nehmen. „Das Parlament braucht keinen königlichen Schiedsrichter“, erklärte ein Abgeordneter der linksliberalen Partei D66. Dadurch wurden die Machtbefugnisse von Beatrix und ihren Nachfolgern deutlich beschnitten.

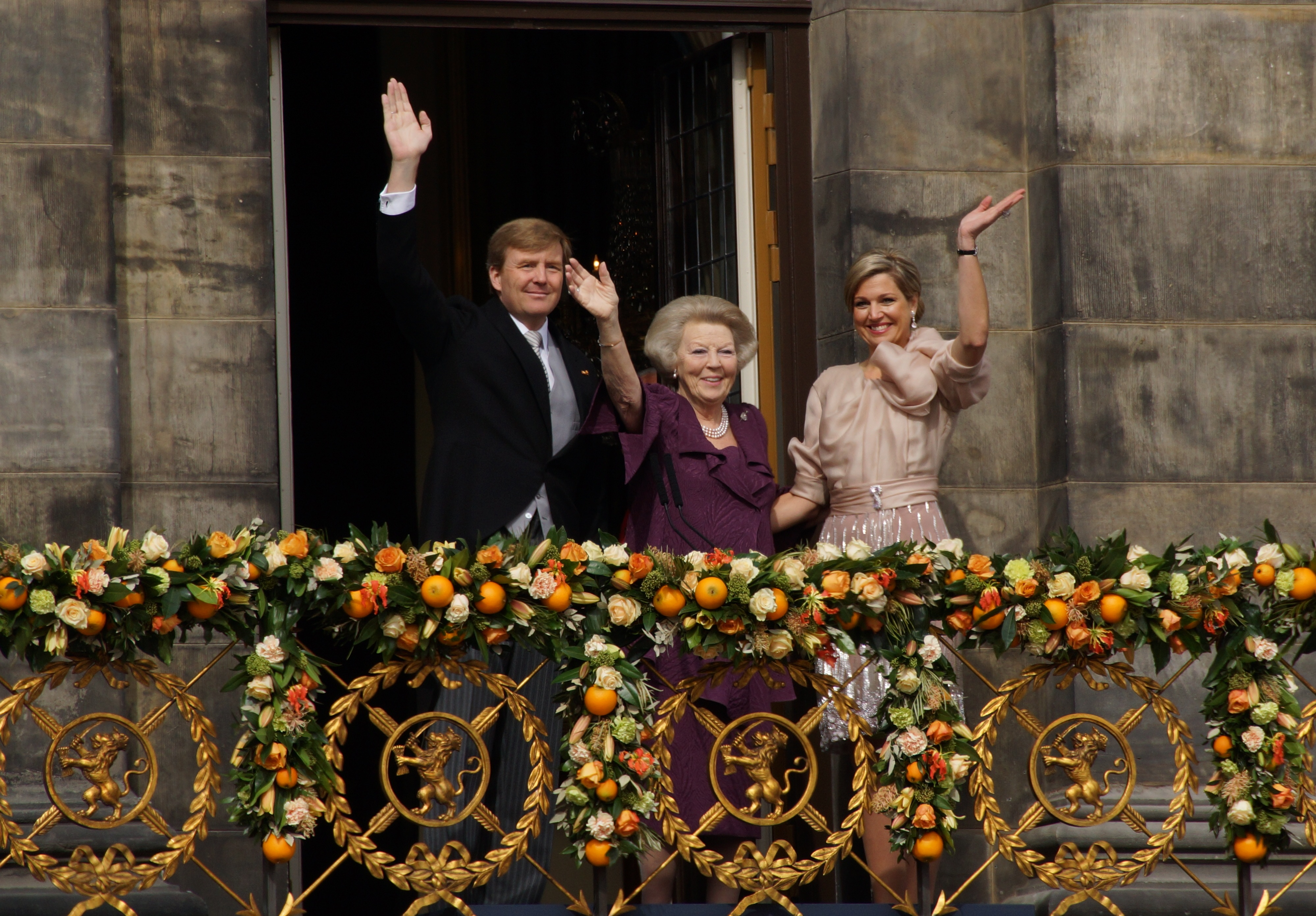
Beatrix, nachdem sie gerade abgedankt hatte, zwischen dem neuen Königspaar Willem-Alexander und Máxima, auf dem Balkon in Amsterdam

### Abdankung
Am Abend des 28. Januar 2013, drei Tage vor ihrem 75. Geburtstag, teilte die damalige Königin Beatrix in einer von allen Rundfunkanstalten des Landes zeitgleich ausgestrahlten kurzen Ansprache mit, dass sie am 30. April 2013, dem Koninginnedag, zugunsten ihres Sohnes Willem-Alexander – wörtlich „Prins van Oranje“ – abdanken werde. Die Amtsübergabe fand gemäß der niederländischen Verfassung in der „Hauptstadt Amsterdam“ mit der Unterzeichnung der Abdankungsurkunde im Palais auf dem Dam und der anschließenden „Inhuldiging“ (Inthronisation) in der Nieuwe Kerk statt. Mit Unterzeichnung der Abdankungsurkunde durch Königin und Kronprinz wurde der verfassungsgemäße Thronwechsel vollzogen. Beatrix führt seither wieder den Titel Prinzessin. Prinzessin Beatrix bewohnt seit Februar 2014 wieder Schloss Drakensteyn in Lage Vuursche, wo sie bereits mit ihrer Familie lebte, bevor sie Königin wurde. Sie hat auch ein Haus in Den Haag.

## Auszeichnungen (Auswahl)
- 1960: Großes Goldenes Ehrenzeichen am Bande für Verdienste um die Republik Österreich
- 1973: Großkreuz des Verdienstordens der Italienischen Republik
- 1982: Congressional Gold Medal
- 1983: Sonderstufe des Großkreuzes des Verdienstordens der Bundesrepublik Deutschland
- 1990: Collane des Finnischen Ordens der Weißen Rose
- 1994: Groß-Stern des Ehrenzeichens für Verdienste um die Republik Österreich[18]
- 1996: Internationaler Karlspreis der Stadt Aachen
- 2001: Großkreuz mit Collane des Sterns von Rumänien

## Vorfahren
| Ahnentafel Prinzessin Beatrix der Niederlande                 | Ahnentafel Prinzessin Beatrix der Niederlande                                                                            | Ahnentafel Prinzessin Beatrix der Niederlande                                                                            | Ahnentafel Prinzessin Beatrix der Niederlande                                                                            | Ahnentafel Prinzessin Beatrix der Niederlande                                                                            | Ahnentafel Prinzessin Beatrix der Niederlande                                                                            | Ahnentafel Prinzessin Beatrix der Niederlande                                                                            | Ahnentafel Prinzessin Beatrix der Niederlande                                                                            | Ahnentafel Prinzessin Beatrix der Niederlande                                                                            |
| ------------------------------------------------------------- | --- | --- | --- | --- | --- | --- | --- | --- |
| Alt-Eltern                                                    | Graf Julius zur Lippe-Biesterfeld (1812–1884) ⚭ 1839 Gräfin Adelheid zu Castell-Castell (1818–1900)                      | Graf Leopold Otto von Wartensleben (1818–1846) ⚭ 1841 Mathilde Halbach (1823–1848)                                       | Freiherr Wolff Friedrich von Cramm (1812–1879) ⚭ 1839 Freiin Hedwig von Cramm (1819–1891)                                | Graf Ernst Eberhard von Sierstorpff-Driburg (1813–1855) ⚭ 1844 Freiin Karoline von Vincke (1822–1870)                    | Großherzog Paul Friedrich (Mecklenburg) (1800–1842) ⚭ 1822 Prinzessin Alexandrine von Preußen (1803–1892)                | Prinz Adolf von Schwarzburg-Rudolstadt (1801–1875) ⚭ Prinzessin Mathilda von Schönburg-Waldenburg (1826–1914)            | König Wilhelm II. (1792–1849) ⚭ 1816 Großfürstin Anna Pawlowna (1795–1865)                                               | Fürst Georg Viktor (Waldeck-Pyrmont) (1831–1893) ⚭ 1853 Prinzessin Helene von Nassau (1831–1888)                         |
| Urgroßeltern                                                  | Graf Ernst zur Lippe-Biesterfeld (1842–1904) ⚭ 1869 Gräfin Caroline von Wartensleben (1844–1905)                         | Graf Ernst zur Lippe-Biesterfeld (1842–1904) ⚭ 1869 Gräfin Caroline von Wartensleben (1844–1905)                         | Freiherr Aschwin von Sierstorpff-Cramm (1848–1909) ⚭ 1872 Freiin Hedwig von Sierstorpff (1848–1900)                      | Freiherr Aschwin von Sierstorpff-Cramm (1848–1909) ⚭ 1872 Freiin Hedwig von Sierstorpff (1848–1900)                      | Großherzog Friedrich Franz II. (Mecklenburg) (1823–1883) ⚭ 1868 Prinzessin Marie von Schwarzburg-Rudolstadt (1850–1922)  | Großherzog Friedrich Franz II. (Mecklenburg) (1823–1883) ⚭ 1868 Prinzessin Marie von Schwarzburg-Rudolstadt (1850–1922)  | König Wilhelm III. (1817–1890) ⚭ 1879 Prinzessin Emma zu Waldeck und Pyrmont (1858–1934)                                 | König Wilhelm III. (1817–1890) ⚭ 1879 Prinzessin Emma zu Waldeck und Pyrmont (1858–1934)                                 |
| Großeltern                                                    | Prinz Bernhard zur Lippe-Biesterfeld (1872–1934) ⚭ 1909 Freiin Armgard von Sierstorpff-Cramm (1883–1971)                 | Prinz Bernhard zur Lippe-Biesterfeld (1872–1934) ⚭ 1909 Freiin Armgard von Sierstorpff-Cramm (1883–1971)                 | Prinz Bernhard zur Lippe-Biesterfeld (1872–1934) ⚭ 1909 Freiin Armgard von Sierstorpff-Cramm (1883–1971)                 | Prinz Bernhard zur Lippe-Biesterfeld (1872–1934) ⚭ 1909 Freiin Armgard von Sierstorpff-Cramm (1883–1971)                 | Herzog Heinrich zu Mecklenburg (1876–1934) ⚭ 1901 Prinzessin Wilhelmina der Niederlande (1880–1962) Königin 1898–1948    | Herzog Heinrich zu Mecklenburg (1876–1934) ⚭ 1901 Prinzessin Wilhelmina der Niederlande (1880–1962) Königin 1898–1948    | Herzog Heinrich zu Mecklenburg (1876–1934) ⚭ 1901 Prinzessin Wilhelmina der Niederlande (1880–1962) Königin 1898–1948    | Herzog Heinrich zu Mecklenburg (1876–1934) ⚭ 1901 Prinzessin Wilhelmina der Niederlande (1880–1962) Königin 1898–1948    |
| Eltern                                                        | Prinz Bernhard zur Lippe-Biesterfeld (1911–2004) ⚭ 1937 Prinzessin Juliana der Niederlande (1909–2004) Königin 1948–1980 | Prinz Bernhard zur Lippe-Biesterfeld (1911–2004) ⚭ 1937 Prinzessin Juliana der Niederlande (1909–2004) Königin 1948–1980 | Prinz Bernhard zur Lippe-Biesterfeld (1911–2004) ⚭ 1937 Prinzessin Juliana der Niederlande (1909–2004) Königin 1948–1980 | Prinz Bernhard zur Lippe-Biesterfeld (1911–2004) ⚭ 1937 Prinzessin Juliana der Niederlande (1909–2004) Königin 1948–1980 | Prinz Bernhard zur Lippe-Biesterfeld (1911–2004) ⚭ 1937 Prinzessin Juliana der Niederlande (1909–2004) Königin 1948–1980 | Prinz Bernhard zur Lippe-Biesterfeld (1911–2004) ⚭ 1937 Prinzessin Juliana der Niederlande (1909–2004) Königin 1948–1980 | Prinz Bernhard zur Lippe-Biesterfeld (1911–2004) ⚭ 1937 Prinzessin Juliana der Niederlande (1909–2004) Königin 1948–1980 | Prinz Bernhard zur Lippe-Biesterfeld (1911–2004) ⚭ 1937 Prinzessin Juliana der Niederlande (1909–2004) Königin 1948–1980 |
| Prinzessin Beatrix der Niederlande (* 1938) Königin 1980–2013 | | | | | | | | |